# Steenkoolbekken van Zuid-Jakoetië
Het Steenkoolbekken van Zuid-Jakoetië (Russisch: Южно-Якутский угольный бассейн; Joezjno-Jakoetski oegolny bassejn) is een steenkoolwingebied in het zuiden van de Russische autonome republiek Jakoetië, in het Hoogland van Aldan in Oost-Siberië. Het strekt zich in west-oostrichting over een lengte van ongeveer 750 kilometer uit langs de noordelijke hellingen van het Stanovojgebergte tussen de rivier de Oljokma in het westen en de Oetsjoer in het oosten en heeft een oppervlakte van ongeveer 25.000 km². Binnen het steenkoolbekken bevinden zich vijf steenkoolgebieden; Aldan-Tsjoelman, Oesmoen, Ytymdzjin, Gonam en Toko, die in 1968 gezamenlijk ongeveer 22,9 miljard ton steenkool herbergden.
De aanwezigheid van steenkool in de bovenloop van de rivier de Aldan werd bevestigd in het midden van de 19e eeuw. Van 1951 tot 1956 werden hier zes steenkoollagen blootgelegd. Door het steenkoolgebied Aldan-Tjoelman loopt de Amoer-Jakoetskspoorlijn. Bij Nerjoengri werd een grote dagbouwmijn aangelegd in de jaren 70. Ook bij Tsjoelman ligt een steenkoolmijn.